# アンコーナ共和国 (18世紀)

アンコーナ共和国
Repubblica Anconitana (イタリア語)

現在のイタリアにおけるアンコーナ県の位置

アンコーナ共和国（アンコーナきょうわこく、イタリア語: Repubblica Anconitana、フランス語: République d'Ancône）は、1797年11月19日から1798年3月7日まで、現在の中部イタリア・マルケ州アンコーナ県に存在した姉妹共和国である。1797年2月に、フランスがアンコーナでの戦闘に勝利したことが契機となり独立したが、翌年にローマ共和国に併合された。
アンコーナ共和国の国旗の青は、宗主国フランスとの繋がりを示すものであり、赤と黄はアンコーナを象徴する色である。